# Michelle Ferreri
Pour les articles homonymes, voir Ferreri.
Michelle Leahy Ferreri est une femme politique canadienne, élue députée conservatrice à la chambre des communes du Canada au cours des élections fédérales canadiennes de 2021, représentant la circonscription de Peterborough—Kawartha. Elle défait alors la ministre libérale des femmes, Maryam Monsef,.

## Biographie
Elle est diplômée de l'Université Trent en 1997. 
À partir de 2002, Ferreri travaille pour la chaîne de télévision locale de Peterborough, CHEX-DT, en tant que présentatrice des informations. Elle quitte ce poste en 2014.
Elle devient ensuite consultante en marketing.
Elle est nommée candidate conservatrice pour la circonscription de Peterborough—Kawartha lors d'un vote interne en août 2021.
Une controverse naît lors de sa campagne pour la députation. Deux semaines avant l'élection, elle visite une maison de retraite alors même qu'elle n'a reçu qu'une seule dose de vaccin,. Le chef du Parti conservateur, Erin O'Toole la soutient tout en réaffirmant son opposition à l'obligation vaccinale et son encouragement à se faire vacciner.

### Mandat de députée
Elle est nommée ministre du Tourisme dans le cabinet fantôme d'Erin O'Toole,.

## Source
- (en) Cet article est partiellement ou en totalité issu de l’article de Wikipédia en anglais intitulé « Michelle Ferreri » (voir la liste des auteurs).